# GZA
Pour les articles homonymes, voir Genius, Grice (homonymie) et GZA (homonymie).
GZA, également connu sous The Genius, de son vrai nom Gary Grice, né le 22 août 1966 à Brooklyn, New York, est un rappeur et auteur-compositeur américain. GZA est fondateur et membre important du groupe de hip-hop le Wu-Tang Clan. Il participe aux projets solo des membres du Clan, et publie en parallèle ses propres albums solo, incluant Liquid Swords en 1995.
En 2012, le magazine The Source le cite dans son top 50 des « meilleurs MCs de tous les temps ». Une analyse des paroles de GZA démontre que l'artiste possède le second vocabulaire le plus riche dans le domaine du hip-hop, derrière Aesop Rock, sur une liste de 75 rappeurs. Le Wu-Tang Clan, en collectif, et plusieurs de ses membres atteignent également le top 10,.

## Biographie

### Jeunesse
Gary Grice développe un intérêt pour le hip-hop en participant à des block parties lorsqu'il était enfant au début des années 1970. Il forme un trio aux côtés de ses cousins, Robert Diggs et Russell Jones, plus tard connus sous les noms de RZA et Ol' Dirty Bastard, respectivement. Les trois forment initialement un groupe appelé All in Together Now dans les années 1980. Leur groupe suivant, FOI: Force of the Imperial Master, fait participer le trio au rap et au DJing, alternant leurs noms pendant leurs représentations ; vivant dans différents quartiers, GZA et Ol' Dirty traversent Brooklyn et Staten Island pour voir leur cousin RZA. Plus tard, en 1991, GZA signe au label Cold Chillin' Records en tant que musicien solo sous le nom de The Genius. Il publie un album intitulé Words from the Genius, produit par Easy Mo Bee, mais, à cause de mauvais chiffres de ventes, Grice met un terme à son contrat avec le label.

### Wu-Tang Clan
Après s'être joint au Wu-Tang Clan, un groupe de neuf qui inclut RZA et ODB, GZA participe significativement au premier album du groupe, Enter the Wu-Tang (36 Chambers), incluant sa chanson solo Clan in da Front. Cette participation, incluant celle sur des albums du Clan comme Return to the 36 Chambers: The Dirty Version et Only Built 4 Cuban Linx... le popularise et lui font gagner du respect. GZA publie son second album solo en novembre 1995 au label Geffen Records, Liquid Swords, produit par RZA ; l'album est bien accueilli dans le commerce et par la presse spécialisée, et est considéré comme le meilleur album du Wu-Tang en date ; en 1998, l'album est cité par le magazine The Source comme l'un des 100 meilleurs albums rap de tous les temps. L'album atteint la neuvième place du Billboard 200.

### Carrière solo
Après avoir participé au deuxième album du Wu-Tang Clan, Wu-Tang Forever, GZA publie son troisième album solo, Beneath the Surface, le 29 juin 1999, qui atteint la neuvième place du Billboard 200. Grice participe à The W, Iron Flag et à quelques projets solos des membres du groupe ; il ne publiera aucun nouvel album avant 2002 avec Legend of the Liquid Sword le 10 décembre. L'album est bien accueilli par la presse spécialisée, mais n'atteint pas les ventes escomptées. Il atteint néanmoins la 75e place du Billboard 200. GZA passe l'année 2004 en tournée, en solo et avec le Clan, et participe au film de Jim Jarmusch Coffee and Cigarettes.
En 2005, GZA et DJ Muggs, producteur du groupe de hip-hop Cypress Hill, publient l'album Grandmasters, qui est produit par Muggs. L'album est positivement accueilli par la presse spécialisée et atteint un succès modéré, ainsi que la 180e place du Billboard 200. Il prend ensuite part à l'enregistrement de l'album Only Built 4 Cuban Linx... Pt. II de Raekwon, avec Inspectah Deck. En 2007, GZA s'associe avec le Wu-Tang Clan pour l'album collaboratif, 8 Diagrams. En été 2008, il publie l'album Pro Tools produit par Black Milk, Jay « Waxxx » Garfield, RZA, Mathematics et True Master. Une chanson polémique intitulée Paper Plates y est incluse, une diss song visant le rappeur 50 Cent. Après la sortie de l'album, GZA se lance en tournée en Europe au Liquid Swords Tour où il chante des chansons extraites de Liquid Swords et Pro Tools. GZA explique plus tard vouloir collaborer avec RZA pour un nouvel album.
En 2009, GZA participe à deux autres albums du Wu-Tang. Dans un premier temps, il participe à la chanson Stomp da Roach sur l'album Dopium de U-God, et dans un deuxième temps, aux chansons We Will Rob You, Rockstars et House of Flying Daggers, sur l'album Only Built 4 Cuban Linx... Pt. II de Raekwon. The Genius continue de tourner dans l'année, comme aux Rock The Bells. RZA confirme la future publication de Liquid Swords II: The Return of the Shadowboxer. Il prépare également une collaboration avec Pete Rock et DJ Premier.

## Discographie

### Albums studio
- 1991 : Words from the Genius
- 1995 : Liquid Swords
- 1999 : Beneath the Surface
- 2002 : Legend of the Liquid Sword
- 2008 : Pro Tools

### Albums collaboratifs
- 2005 : Grandmasters
- 2006 : Grandmasters: Instrumentals